# Rotherham
Rotherham es una ciudad de South Yorkshire, Inglaterra, ubicada sobre el río Don, cerca de su confluencia con el río Rother, entre Sheffield y Doncaster. La población urbana es de 248.175 habitantes.
La zona era habitada por la tribu de los dobunni, y, si bien hubo varios establecimientos en el territorio ocupado hoy por la ciudad, esta fue fundada por los sajones. El hierro es explotado en la región desde la ocupación romana y actualmente la del acero es la principal industria de la ciudad.
La ciudad se ha hecho conocida recientemente por un escándalo de explotación sexual de menores.